# 北約聯合軍事符號
北大西洋公約組織聯合軍事符號（英文：NATO Joint Military Symbology），又稱為北約兵棋符號或北約軍隊符號。該符號是北大西洋公約組織於冷戰時期為抵禦蘇聯，為組織內各個國家能共同作戰，於指揮上不至於混亂，將軍隊編制和符號進行的標準化結果，至今仍作為北約各國或西方國家重要的軍事符號與標準之一。

## 歷史
相傳在拿破崙戰爭之後，西方軍隊開始使用現在軍事符號的雛形。第一次世界大戰期間，英國和法國的軍棋體系進行了一定程度的協調，包括採用紅色代表敵軍，藍色代表協約國；再這之前英國曾使用紅色來表示友軍，因為英國士兵的傳統制服為紅色。
然而，目前使用的系統基本上是基於美國陸軍工程兵團於 1917 年開發的系統。象徵步兵的叉叉符號是矩形內的聖安德魯十字旗，其象徵步兵胸前的交叉腰帶，而騎兵的符號則是帶有軍刀的腰帶，即對角線。二戰後美國陸軍對其進行了標準化和調整，對友軍（藍色矩形）、敵軍（紅色菱形）和未知部隊（黃色四葉形）採用了不同的形狀做為符號。
北約於1984年11月以美國陸軍為主，和參考各國的符號標準後重新制定，該符號被北約稱為APP-6標準，正式名稱為STANAG-2019，將各國軍事單位的名稱、識別符號、編制和規則標準化。隨後以APP-6A於1999年修改完成，接著於2008年改稱為APP-6B，並於2011年最終定為APP-6C。也是目前美軍（MIL-STD-2525A）的軍事編制基礎，但也有些許不同。
通常該符號會在軍事作戰或演習中運用，呈現於沙盤會是地圖之上，方便指揮官或是領導者在軍事上的調度或指揮。或於單位編制的組織圖中，快速理解建制單位的構成。
由於該符號可用於沙盤推演或用於標示軍事單位組成，因此在許多戰略遊戲中亦使用此符號作為遊戲的構成要素，像是圖版戰棋類的桌遊或電腦遊戲的鋼鐵雄心IV、Command: Modern Operations等等，便運用此符號來代表遊戲中的作戰單位。

## 符號組成
符號由矩形為主，並且由線條或圖示所組成。而圖案以外可加上附加信息做出標示。

該符號為能方便辨識與製作，設計初期便以最簡化為目標，因此連完全缺乏藝術技能的人也都可以製作。同時亦可以使用普通紙和鉛筆等基本工具繪製並製作出來。而原始版本並未設定顏色，但通常以紅色表示敵軍，藍色表示友軍。同時也有許多部隊編成表使用其隊徽等作為其標示。

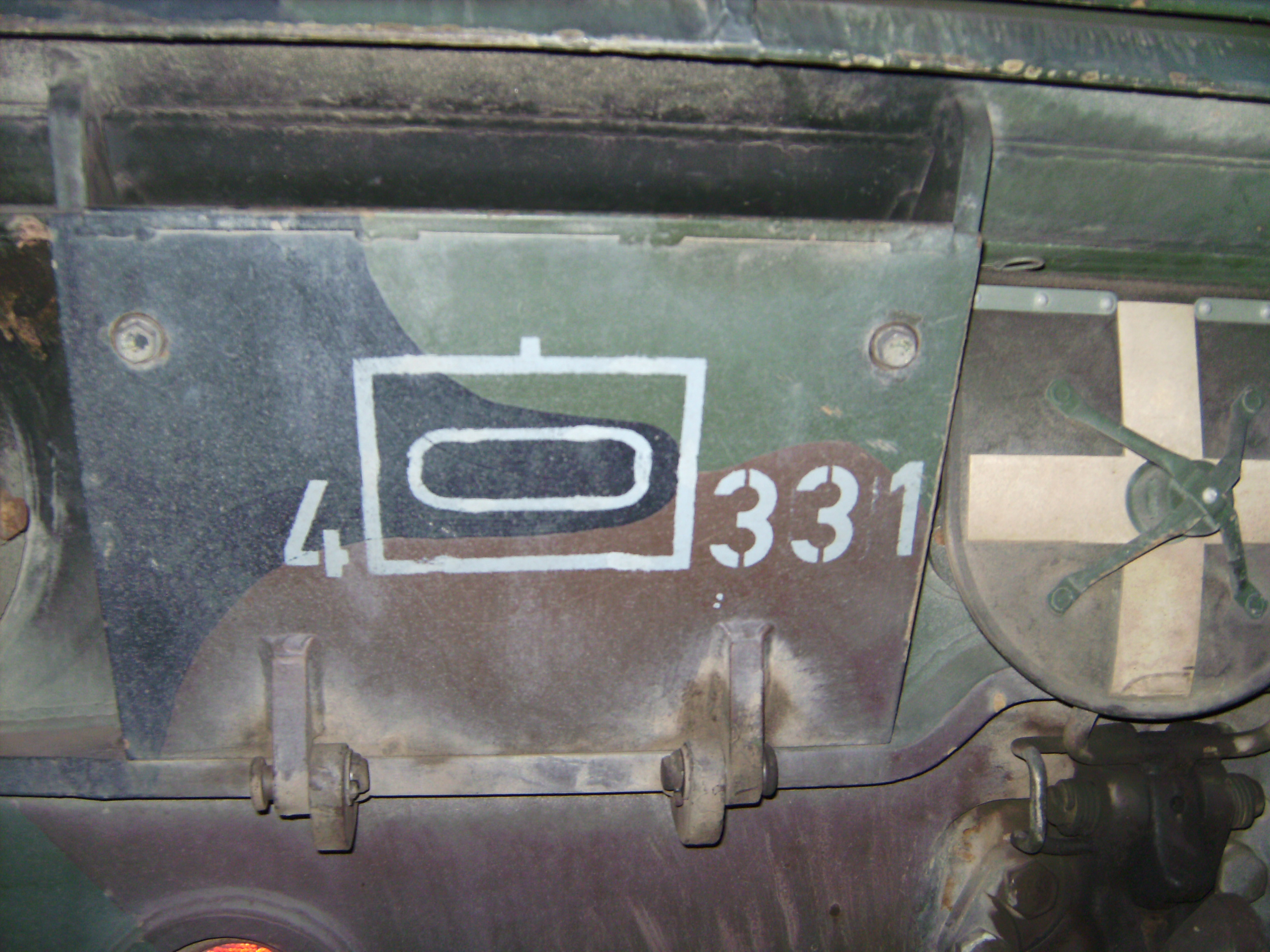
德軍的一輛軍車上使用了北約軍事符號。

由於單純符號難以表示其隸屬關係，因此在有多個隸屬不同指揮單位的部隊在進行演習時，會以顏色填充作為標示，以辨認所管轄之部隊與其他的友軍部隊。而為了視覺上能方便辨認，故APP-6A時開始要求必須使用單色框架，而圖標必須是要黑色或白色（至今已放寬相關規定，各種顏色變體圖示如下）。以下均為APP-6A以後之符號。

友軍機械化步兵
友軍機械化步兵，白底和單色彩色框
友軍機械化步兵，白底和黑色框
友軍機械化步兵，白底和雙色框

## 基本符號
符號由友軍、敵對、中立和不明的四種標示為主所組成。方框代表屬於地面單位，下圖的不同顏色與方框的變體則分別表示不同的狀況。藍色矩形框表示友軍，紅色菱形框表示敵軍，綠色方形框表示中立部隊，黃色四葉形框表示未知軍隊。

### 敵我標記
以下為地面單位的敵我標記基本符號圖例：
| 表記方法            | 友方（友軍） | 敵方（敵軍） | 中立（中性） | 不明（未知） |
| ------------------- | ------------ | ------------ | ------------ | ------------ |
| 彩色版              |              |              |              |              |
| 單色版 （螢幕顯示） |              |              |              |              |
| 單色版 （印刷版）   |              |              |              |              |

### 兵種標記
方形，包括方形的變體或中立符號若有包覆完整之框線，為陸上單位或海上單位，但友方的海上為圓形，水上和水下都為半圓形或半橢圓形；符號外框缺乏底線為空中單位；符號缺乏上方線條為水下單位，此外也可以加以顏色輔以識別。
此外除地面單位，電子顯示的海空畫面中，圖標的中心點可以另外拉出一條細線以指示單位的移動方向。
| 類型 | 友方 | 敵方 | 中立 | 不明 |
| ---- | ---- | ---- | ---- | ---- |
| 空中 |      |      |      |      |
| 地面 |      |      |      |      |
| 水面 |      |      |      |      |
| 水下 |      |      |      |      |

### 兵科標記
地面兵種表示以横的長方形方塊，並於其方框內利用圖形表示其兵科，下方為最基本的兵科單位與其他組合。
| 名稱               | 友軍 | 敵軍 | 中立 | 不明 | 補充                                                                                 |
| ------------------ | ---- | ---- | ---- | ---- | ------------------------------------------------------------------------------------ |
| 防空部隊           |      |      |      |      | 圖形來源自半圓形蓋子，象徵防空部隊的防空網                                           |
| 砲兵部隊           |      |      |      |      | 圖形來源自砲彈具體化                                                                 |
| 反戰車部隊         |      |      |      |      |                                                                                      |
| 裝甲部隊           |      |      |      |      | 圖形來源自戰車的履帶                                                                 |
| 砲兵部隊           |      |      |      |      | 圖形來源自火炮的砲口                                                                 |
| 航空部隊（直升機） |      |      |      |      | 圖形來自直升機的旋翼                                                                 |
| 航空部隊（固定翼） |      |      |      |      |                                                                                      |
| 架橋部隊           |      |      |      |      | 圖形來自地圖的橋樑標示                                                               |
| 戰鬥支援部隊       |      |      |      |      | 即台灣編制中的戰鬥支援（一般為戰鬥支援連，縮寫為CSC）                                |
| 合成部隊           |      |      |      |      | 即台灣的聯兵（一般為聯兵營、聯兵旅）、解放軍的合成兵種營，容易誤解為機械化步兵的標示 |
| 工兵部隊           |      |      |      |      | 軍隊的工程師，圖中的倒E字為工程師Engineer的E倒過來                                   |
| 電波測定部隊       |      |      |      |      | 圖形來源自雷達標示                                                                   |
| 電子戰部隊         |      |      |      |      | 電子作戰（Electromagnetic Warfare的縮寫）                                            |
| 爆炸物處理部隊     |      |      |      |      | 爆炸品處理（Explosive Ordnance Disposal的縮寫）                                      |
| 燃料 (POL)         |      |      |      |      |                                                                                      |
| 野戰醫院           |      |      |      |      |                                                                                      |
| 司令部             |      |      |      |      |                                                                                      |
| 歩兵               |      |      |      |      |                                                                                      |
| 整備部隊           |      |      |      |      | 又稱為保養部隊                                                                       |
| 醫療部隊           |      |      |      |      | 圖形來自十字架                                                                       |
| 氣象部隊           |      |      |      |      | 來自氣象局的英文                                                                     |
| 導彈部隊           |      |      |      |      |                                                                                      |
| 迫撃砲部隊         |      |      |      |      |                                                                                      |
| 憲兵               |      |      |      |      | 憲兵（Military Police的縮寫）                                                        |
| 海軍部隊           |      |      |      |      |                                                                                      |
| CBRN防衛部隊       |      |      |      |      | 又稱為化學兵部隊                                                                     |
| 軍需品             |      |      |      |      | 台灣軍方翻譯為兵工單位，軍械，兵器，軍火。圖形來源自圓盤後方的交叉符號               |
| 雷達               |      |      |      |      |                                                                                      |
| 心理戦部隊         |      |      |      |      | 圖形來源自心戰廣播喇叭                                                               |
| 偵察部隊或騎兵部隊 |      |      |      |      | 以前為騎兵部隊，近代偵察部隊和騎兵部隊的功能相似故該標記延續使用                     |
| 通信部隊           |      |      |      |      | 圖形來源自簡化的閃電，無線電訊號的意象                                               |
| 特種部隊           |      |      |      |      | 特種部隊（Special Forces的縮寫）                                                     |
| 特殊作戰部隊       |      |      |      |      | 特戰部隊（Special Operations Forces的縮寫）                                          |
| 補給部隊           |      |      |      |      |                                                                                      |
| 測量部隊           |      |      |      |      | 圖形來源自圓規                                                                       |
| 運輸部隊           |      |      |      |      | 圖形來源自簡化的輪子                                                                 |
| 無人航空機部隊     |      |      |      |      | 圖形來源自簡化的機翼                                                                 |

### 補充標記
所有前面提到的符號都可以獨立使用，也可以組合使用。但還有一些符號無法單獨使用，作為補充字義，應與上方能夠單獨使用之符號做組合：
| 補充意義           | 友軍 | 敵軍 | 中立 | 不明 | 說明                                                                                            |
| ------------------ | ---- | ---- | ---- | ---- | ----------------------------------------------------------------------------------------------- |
| 空降               |      |      |      |      | 在APP-6這個標示有空降、傘降和空中機動和空中突擊兩種意義，但在APP-6A以降以後僅有空降、傘降之意。 |
| 傘降               |      |      |      |      | APP-6有使用，但APP-6A以後停用。                                                                 |
| 空中機動、空中突擊 |      |      |      |      |                                                                                                 |
| 空中機動、空中突擊 |      |      |      |      | 空中機動和空中突擊屬於常設單位時                                                                |
| 水陸兩用           |      |      |      |      |                                                                                                 |
| 摩托化             |      |      |      |      |                                                                                                 |
| 山地               |      |      |      |      |                                                                                                 |
| 火砲装備           |      |      |      |      | 配備火炮之單位                                                                                  |
| 輪式越野車         |      |      |      |      |                                                                                                 |

以上符號可組成如下表之符號：
| 符號 | 意義 |
| ---- | --- |
|      | 山地軍。如：意大利的Alpini，德國的Gebirgsjäger，法國的Chasseurs Alpins，波蘭的Podhale步槍，美國第86步兵旅戰鬥隊           |
|      | 傘兵。如：第82空降師（美國），施耐爾·克拉夫特師（德國），英國降落傘團，步兵旅，利日拉·裡加拉（西班牙）                    |
|      | 空降直升機步兵。如：第101空降师（空中突擊），耶格爾軍團1                                                                  |
|      | 機械化步兵。如：美國陸軍第3步兵師（M2布雷德利步兵戰車）                                                                   |
|      | 裝備步兵戰車的機械化步兵。如：M2布雷德利，BMP-3步兵戰車，庫爾干人-25裝甲車，Dardo IFV                                     |
|      | 兩棲機械化步兵。如：美國海軍陸戰隊第1師，其裝備了兩棲突擊載具。                                                           |
|      | 機械化步兵（輪式“中型”）。如：美國第2步兵師第3旅，史崔克裝甲車，帕特里亞AMV，Mowag Piranha，BTR-80（帶有機槍砲塔）        |
|      | 輪式步兵战车的機械化步兵（輪式“中型”）。如：BTR-90，「迴旋鏢」-BM遙控炮塔，Freccia，VBTP-MR裝甲車（帶有自動砲塔）         |
|      | 輪式戰車（驅逐戰車）。如：半人馬裝甲車，AMX 10 RC裝甲車，M1128機動炮車，16式機動戰鬥車                                    |
|      | 輪式裝甲偵察車。如：Fennek，VBL機動車，BRDM-2，LAV-25裝甲車（ASLAV）                                                      |
|      | 裝甲工兵。如：M60巴頓戰車（AVLB），Bergepanzer BPz3。                                                                     |
|      | 裝甲自走式高射砲。如：FlaKPz Gepard，2K22通古斯卡自行高射炮，PGZ-95自行高射炮，87式自走高射炮                             |
|      | 裝甲火砲。如：M109自走砲，PzH2000自行榴彈砲、2S19自行榴弹炮，2S35自走炮，AS-90自走砲                                      |
|      | 山地砲兵。如：OTO Melara Mod 56                                                                                           |
|      | 多管火箭發射器設備。如：M270多管火箭系統                                                                                  |
|      | 輪式多管火箭發射器。如：HIMARS，皮納卡，BM-27 Uragan，BM-30火箭炮，Astros II MLRS                                         |
|      | 導彈防空設備。如：S-300导弹，S-400导弹、9K37导弹，MIM-104爱国者导弹，羅蘭                                                 |
|      | 攻擊直升機。如：AH-64阿帕契直升機，AH-1眼鏡蛇直升機，虎式直升机，Mi-28攻擊直升機，卡-50攻擊直升機，奧古斯塔A129野馬直升機 |
|      | 中型運輸直升機設備示例。如：CH-46海骑士直升机，UH-60黑鹰直升机，Mi-17直昇機                                               |
|      | 戰區級燃料供應裝置 |
|      | 運輸物資單位。如：運補卡車                                                                                                |

### 部隊規模標記
在兵種符號的上方以記號來表示部隊規模。在美軍中，旅以上級別的部隊，X 的數量與通常指揮該規模部隊的軍官階級章的星星數量相對應。例如，一個師的軍階代碼為 XX，通常由一名少將指揮，其階級章於美軍上有兩顆星。
| 符號   | 名稱     | 日德名稱 | 人數                      | 所轄部隊          | 指揮官               | 補充                                                               |
| ------ | -------- | -------- | ------------------------- | ----------------- | -------------------- | ------------------------------------------------------------------ |
| XXXXXX | 戰區     | 總軍     | 多數                      | 2個以上的集團軍群 | 元帥或是上將         |                                                                    |
| XXXXX  | 集團軍群 | 軍集團   | 多數                      | 2個以上的         | 元帥或是上將         |                                                                    |
| XXXX   |          | 軍       | 50,000~60,000人不等或以上 | 2個以上的軍       | 元帥或是上將         |                                                                    |
| XXX    | 軍       | 軍團     | 30,000人以上              | 2個以上的師       | 中將                 |                                                                    |
| XX     | 師       | 師團     | 10,000~20,000人           | 2~4個旅編制       | 少將                 |                                                                    |
| X      | 旅       | 旅團     | 2,000~5,000人             | 2個以上的團       | 少將、准將又或是上校 |                                                                    |
| III    | 團       | 連隊     | 2,000~3,000人             | 3~4個營           | 上校                 | 美、英等國團作為戰術編隊，通常不存在                               |
| II     | 營       | 大隊     | 300~1,000人               | 2~6個連           | 中校                 |                                                                    |
| I      | 連       | 中隊     | 60~250人                  | 2個以上的排       | 少校或上尉           |                                                                    |
| ••••   | -        | 梯隊     | 50~90人                   | 2個排或6~10的班   | 上尉                 | 德國獨有的階級制度                                                 |
| •••    | 排       | 小隊     | 30~60人                   | 2個以上的班       | 中尉或少尉           |                                                                    |
| ••     | 班       | 分隊     | 9～12人                   | 2個以上的伍       | 士官到中士           |                                                                    |
| •      | 組       | 班       | 4～6人                    | 1個以上的伍       | 士官到中士           | 台灣的組通常為連直屬單位和排同位階，故班為一點；組為兩點和表中相反 |
| Ø      | 伍       | -        | 2～3人                    | 單兵              | 下士到一等兵         |                                                                    |

## 特殊符號
若是屬於設置型，即非單位或部隊，屬於物件時，可以將外框更換為下方圖示（並非一定）。
| 符號（含框） | (無框) | 設備類型         |
| ------------ | ------ | ---------------- |
|              |        | 橋梁（如：AVLV） |

### 固定設施
| 設施符號 | 設施類型 |
| -------- | -------- |
|          | 橋梁     |

加上敵我識別如下
| 固定設施 | 固定設施 | 固定設施 | 固定設施 |
| -------- | -------- | -------- | -------- |
|          |          |          |          |

### 誘餌/假目標
誘餌和假目標（Feints/Dummies）作為特殊類型如下。
| 佯攻 |
| ---- |
|      |

### 移動或補助設備
| 輪子 （越野能力受限）  | 輪式越野               | 履帶式                 | 半履帶式               | 曳引                                   | 鐵路 |
| ---------------------- | ---------------------- | ---------------------- | ---------------------- | -------------------------------------- | ---- |
|                        |                        |                        |                        |                                        |      |
| 雪地摩托車             | 雪橇                   | 動物牽引               | 駁船                   | 水陸兩用                               |      |
|                        |                        |                        |                        |                                        |      |
| 短拖曳陣列（用於聲納） | 短拖曳陣列（用於聲納） | 長拖曳陣列（用於聲納） | 長拖曳陣列（用於聲納） | 備註                                   | 備註 |
|                        |                        |                        |                        | 拖曳陣列通常用於船隻故為船隻的圓形標示 |      |

## 符號補充資訊
APP-6A 和美軍的MIL-STD-2525B 和 2525B-1 標準中，添加了諸多的資訊。

在 MIL-STD-2525B 中，以上各種文字補充資訊是作為額外的提示，方便了解單位的詳細資訊。這些圖形修飾符的放置位置圍繞著符號（即圖中A字的位置）進行定義。雖然與APP-6A的細節有些許差異，但邏輯和結構布局相當雷同。

### 完整版符號圖例
綜合所有資訊的標準符號範例如下（說明如下）：
Ａ時間日期：依序為日／時分秒／月年。
Ｂ高度與位置：高度（負數為水下）／經緯度採用MIL-STD 2401標準，圖中為水下60公尺。
Ｃ裝備型號：通常單一才會標示，圖中為該單位裝備OTO Melara Mod 56。
Ｄ部隊番號：此為第四旅。
Ｅ速度：時速或節會顯示於此，圖中為時速６公里。
Ｆ代表指揮部。
Ｇ移動方式或補助設備，圖中為受限的輪式越野載具。
Ｈ單位移動方向，圖中單位移動方向朝東北方。
Ｉ評估等級（見下表）。
| 可靠性評級       | 來源可信度評級   |
| A-完全可靠       | 1-經其他來源確認 |
| B-通常可靠       | 2-通常真實       |
| C-相當可靠       | 3-可能真實       |
| D-通常不可靠     | 4-真實性值得懷疑 |
| E-不可靠         | 5-不太可能       |
| F-可靠性無法判斷 | 6-真實性無法判斷 |

Ｊ戰鬥效能：圖片中不同，通常會用兩碼標示。完全功能性（FO）、基本功能性（SO）、部分功能性（MO）、無功能性（NO）、未知（UNK）
Ｋ接收之電子設備名稱：限敵軍，圖中該單位受到了來自敵軍的SPY-1雷達的照射。
Ｌ標示為敵人。
Ｍ識別方式：採用下列兩種之一，SIF選擇性識別系統或IFF敵我識別系統。
Ｎ上級單位的名稱或番號：此處為12師。
Ｏ補充資訊：採自由輸入文字說明。
Ｐ補充意見：由該符號的設置者採自由輸入文字說明。
Ｑ對方狀態：有五種狀態標示，?不明、Suspect可疑、Assumed Friend假定友好、Joker標靶、Faker假想敵。
Ｒ單位強度：分為三種狀態，+加強單位、-減弱單位、±加強減弱並存。
Ｓ固定設施：有則為固定設施。
Ｔ部隊規模：此處為旅級。
Ｕ戰鬥群、特遣隊標示。
| 類型 | 符號 |
| --- | ---- |
| Combat team 或 Company group：作戰隊或聯合連隊，通常由數個連組合而成，或是加強連，執行特定任務。                                                                                                |      |
| Battlegroup：戰鬥群，通常是一個團級或更小規模的部隊，具備多種功能，能夠執行多樣化任務。 |      |
| Regimental combat team 或 Marine expeditionary unit (MEU)：團級作戰隊或海軍遠征單位（MEU），通常由一個團及其附屬單位組成，具備相對獨立作戰能力。                                                |      |
| Brigade group 或 Brigade combat team 或 Marine expeditionary brigade (MEB)：旅級集團或旅級作戰隊或海軍遠征旅（MEB），是一個更大規模的部隊，通常包含多個團和其他支援單位，具備中等規模作戰能力。 |      |
| Marine Expeditionary Force (MEF)：海軍遠征軍（MEF），是一個大型部隊，通常由多個海軍遠征旅（MEB）組成，具有遠程部署和複雜作戰的能力。                                                            |      |

Ｖ誘餌、假目標標示。
Ｗ符號本體：此處為偵查。

### 判讀例圖
上圖左上：懷疑為敵人（虛線框），第4旅（或團）第5裝甲偵察營，為強化單位，可信資訊。標記時間為2026/2/5 13:59:57。
上圖右上：敵人但為假想敵，第2團第9步兵營，佯攻方向60方位角，以時速3公里移動中。
上圖左下：友軍第6師第69步兵旅旅指揮部，建築。
上圖右下：友軍DDG-173驅逐艦正以20節方向朝西南航行中。

## 實際運用

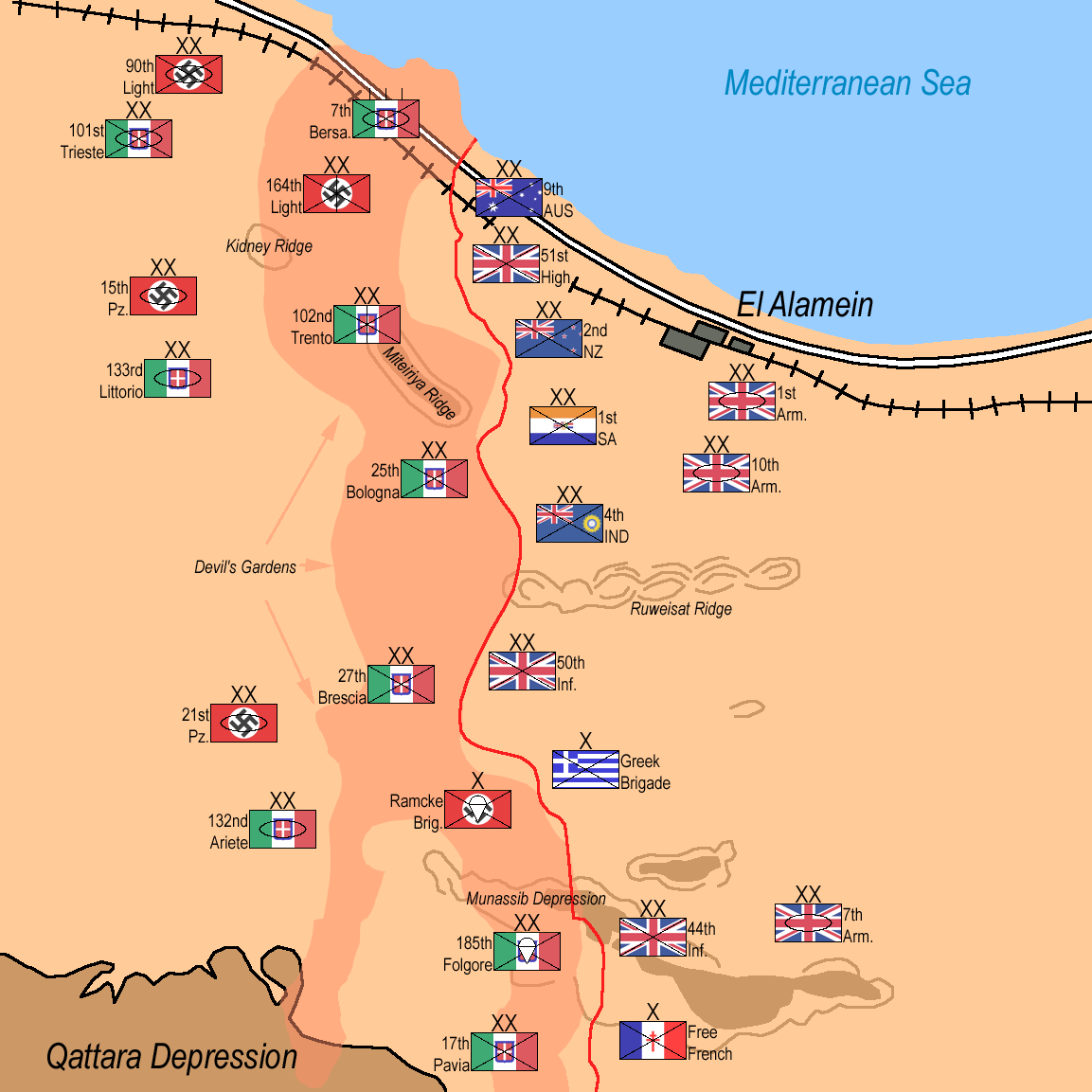
北非第二次阿拉曼戰役的軍事地圖，用了國旗底色來裝飾符號。

一般不會將所有的符號加入，通常只標示其上級和該部隊名稱或編號，加上兵種和部隊規模就得以使用，還可以加上其他美術效果製作成藝術感的兵棋或其他的歷史軍事地圖。圖例為第42營A連（機械化歩兵）。

下圖為美國海軍陸戰隊第1遠征軍之編制（左至右分別為美國第1海軍陸戰師・美國第3海軍陸戰航空聯隊・美國第1海軍陸戰後勤群）。此外，因為兵種標示為僅能表現兵種的符號，通常如要特別表示單位會以自身的軍隊隊徽作為標示。

友軍兵種的一覽表。

## 舊版符號

### APP-6
雖然許多內容已經失效，但仍和現今使用之版本有諸多類似的內容。
最初的APP-6版本並沒有敵我的符號形狀識別設計，但依然有一系列「顏色表示」之說明，用於區分友軍和敵軍元素。
- 多色:
  - 藍色或黑色用於友軍
  - 紅色為敵軍
  - 綠色表示人為障礙物（友軍或敵軍）
  - 黃色，表示化學，生物，放射或核事件
  - 地圖圖例中要設置的其他顏色（分層設色圖）
- 三色:
  - 藍色或黑色用於友軍
  - 紅色為敵軍
  - 綠色或黃色用於人為障礙物（友軍或敵軍）以及化學，生物，放射或核事件
- 兩種顏色:
  - 藍色，綠色或黑色用於友軍
  - 紅色為敵軍
- 單一顏色:
  - 單線邊框為友軍
  - 敵方圖標使用雙線邊框，而無邊界圖標會在右下角標記為“ EN”

APP-6友軍（藍色）
APP-6敵軍（紅色）
APP-6友軍（黑色）
APP-6敵軍（單色）

並利用下列英文代碼之標示，顯示補充之資訊：

#### AAP-6代碼
| 英文代碼 | 意義                   |
| -------- | ---------------------- |
| P        | 待定                   |
| U        | 未知                   |
| A        | 假定的友軍             |
| F        | 友軍                   |
| N        | 中立                   |
| S        | 可疑對象（假設為敵軍） |
| H        | 敵對                   |
| G        | 未知而在移動中         |
| W        | 未知而在戰鬥中         |
| M        | 演習中友軍             |
| D        | 複數單位友軍演習中     |
| L        | 中立部隊演習中         |

#### 兵種表示符號

防空炮部隊
彈藥
反戰車砲部隊
裝甲部隊・戰車部隊
砲兵部隊（一般）
砲兵部隊（自走砲）
航空部隊（直升機）
航空部隊（固定翼機）
架橋部隊
維修部隊
工兵部隊
電子戰部隊
爆裂物處理部隊
燃料
野戰醫院
司令部
步兵
機械化步兵
整備部隊
醫療兵
氣象部隊
導彈部隊
迫擊砲部隊
憲兵
海軍部隊
化學兵部隊(NBC，今CRBN)
彈藥補給所
雷達
心戰部隊
偵察部隊（一般）*以前為騎兵
偵察部隊（機械化）
通訊部隊
特種部隊
後勤部隊
測量部隊
運送部隊
無人機部隊

### APP-6A
APP-6A 是在 APP-6 基礎上進行擴展的版本，考慮到相互操作性、C4I 系統的支持以及進一步擴展性的需求，並且採用了階層結構。不僅是陸上部隊，對於空中、海上、海中單位的位置記錄方式也有明確規定。此外，敵我識別顯示方面，友軍使用長方形、圓弧、圓形表示，中立勢力使用正方形，敵軍使用菱形，未知勢力則使用四葉形表示。

### APP-6B
APP-6B 是在 APP-6A 基礎上進行擴展的版本，對部隊和設備的所在位置表記方法進行了擴充，其中包括將宇宙領域獨立並明確標註等改進。

### APP-6C
APP-6C 是在 APP-6B 基礎上進行擴展的版本，對部隊和設備的狀態表記方法進行了擴充。

### APP-6D
APP-6D 是在 APP-6C 基礎上進行擴展的版本，對顯示網絡伺服器等與網絡相關的表記方法進行了擴充。

## 外部連結
- 北大西洋公約組織（页面存档备份，存于）（英文）
- 國軍軍事符號教範（國家圖書館存檔） （页面存档备份，存于）
- 英華軍事術語辭典
- Official U.S. Department of Defense website（页面存档备份，存于）
- Global Security on U.S. Military Operations（页面存档备份，存于）
- Korean War–era map symbols（页面存档备份，存于） at ARMY.MIL
- The map symbols as TrueType Fonts（页面存档备份，存于）
- MilSymb（页面存档备份，存于）—LaTeX package for drawing military symbols (APP-6(C) only)
- APP-6—Military Symbols for Land Based Systems (1986)
- APP-6(A)—Military Symbols for Land Based Systems (1998)
- APP-6(B)—Joint Symbology (2008)
- APP-6(C)—NATO Joint Military Symbology (2011)
- MIL-STD-2525 manuals（页面存档备份，存于） from Defense Information Systems Agency (DISA)
- FM 101-5-1/MCRP 5-2A OPERATIONAL TERMS AND GRAPHICS, dated 30 September 1997（页面存档备份，存于）
- UK Interim APP-6A Manual（页面存档备份，存于） (zipped PDF file) Note: this document has since been replaced with Issue 1.2, dated December 2003
- Thibault, D. U.; Commented APP-6A – Military Symbols for Land Based Systems（页面存档备份，存于）, Defence R&D Canada – Valcartier, Technical Note TN 2005-222 (2005-08-01) (cover document)
- symbol.army（页面存档备份，存于）—Web application to create military symbology according to MIL-STD-2525C
- map.army（页面存档备份，存于）—Web application providing functions to draw, save, export and exchange Military Map Overlays according to MIL-STD-2525C.

1. ↑  Andrew, Hershey.  (PDF).   [2025-02-10]. （原始内容 (PDF)存档于2014-01-07） （英语）.
2. ↑  Willmott, Ned. . Marshall Cavendish. 1979. ISBN 9780856855030.
3. ↑  楊鎮瑜.  (PDF). 中華民國國防部-全球資訊網. 20200315  [2025-02-10]. （原始内容存档 (PDF)于2025-02-19） （中文）.
4. ↑   (PDF). Official Web Site of the Hellenic Multinational Peace Support Operations Training Center (MPSOTC). 1998-01-01  [2025-02-10]. （原始内容存档 (PDF)于2022-12-21） （英语）.